# Тавикарн, Криркрит
Криркрит Тавикарн (тайск. เกริกฤทธิ์ ทวีกาญจน์; 19 ноября 1990, Сурат-Тани) — таиландский футболист, нападающий клуба «Чонбури».

## Карьера

### В клубах
Криркрит — воспитанник клуба «Срирача», в котором и начал профессиональную карьеру в 2008 году. С 2012 года выступает за «Чонбури», откуда дважды отдавался в аренду: в «Эсан Юнайтед» и «Сингхтаруа»

### В сборных
В 2008—2009 гг. выступал в составе юношеской сборной Таиланда (до 19 лет), в составе которой провёл 14 матчей и забил 9 голов. В 2011—2014 гг. игрок молодёжной сборной Таиланда (до 23 лет), провёл 24 матча и забил пять мячей, участвовал в составе команды в Играх Юго-Восточной Азии 2009, 2011 и 2013 годов, Азиатских играх 2014 года. В 2013 году дебютировал в первой сборной Таиланда, 9 ноября 2014 года забил первый мяч за сборную в товарищеском матче с командой Филиппин.